# Charles Hall
Charles Hall (1740-1825) fue un médico y crítico social británico que escribió en 1805 Los efectos de la civilización, una obra que constituye uno de los antecedentes del socialismo ricardiano por su profundización de la teoría del valor-trabajo, y que tuvo una gran resonancia sobre todo después de su reedición en 1849, siendo citada por Marx y Engels. Por esta obra Hall ha sido considerado uno de los «fundadores» del «socialismo científico».

## Los efectos de la civilización
Hall publicó en 1805 Los efectos de la civilización sobre el pueblo en los Estados europeos (The Effects of Civilisation on the People in European States) pero no alcanzó una gran difusión hasta su segunda edición preparada en 1849, veinticuatro años después de su muerte, por el socialista cristiano John Minter Morgan.
Influido por Thomas Paine y por William Godwin, Hall denunció que el capital era la causa de las duras condiciones de vida de los trabajadores, lo que le llevó a atacar a la industria y al comercio y a defender que sólo la agricultura era «natural» al hombre. Los capitalistas, únicos detentadores del poder, explotaban a los trabajadores arrebatándoles el producto de su trabajo y ese era el origen de su riqueza. Así surgía el conflicto de clases, entre ricos y pobres, propietarios y trabajadores, cuya única solución posible era la victoria de los oprimidos.

La situación del rico y del pobre, como los términos algebraicos más y menos, están en directa contraposición, y la una es destructiva para la otra.

La alternativa que planteaba Hall, siguiendo en parte a Godwin, era organizar la sociedad sobre bases comunitarias gracias a la vuelta al estado de naturaleza donde la agricultura sería la actividad fundamental, limitándose las manufacturas. La tierra sería propiedad colectiva, siendo trabajada por cada familia en provecho propio, desapareciendo así los negativos «efectos de la civilización».